# Manuel Sala i Crehuet
Manuel Sala i Crehuet (Ripoll, 1738? – 1794) fou músic, fill de Francesc Sala i Francesca Crehuet.
Apareix inclòs com a músic en els cadastres olotins de 1768 a 1776, però la seva activitat musical seguí més enllà d’aquesta darrera data, perquè hi ha un pagament del 1778 a favor d’ell i de «la copla sua que toca y desempeña las funcions dalt ditas de la semmana santa del any 1778». Sala estava casat amb Magdalena Vergés, filla del ferrer Bartomeu Vergés. El 1787 havia enviudat i es casà en segones núpcies a Ripoll amb Maria Vall, vídua de Joan Sadurní, canoner d’aquella població.
Seguí residint a Olot i al 1792 es casà en terceres núpcies amb Esperança Casademont, vídua de Pau Colomer, paperer de Sant Joan de les Fonts. Traspassà el 14 de març de 1794.